# In My Own Dream
Albums de Paul Butterfield Blues Band
The Resurrection of Pigboy Crabshaw
(1967) Keep on Moving
(1969)
In My Own Dream est le quatrième album du groupe de blues américain The Paul Butterfield Blues Band.

## L'album
À l'inverse du précédent album, tous les titres, à l'exception d'un seul, ont été composés par les membres du groupe.

Dernier album avec Elvin Bishop et Mark Naftalin, derniers membres originaux du groupe encore présents, à l'exception de Paul Butterfield bien sûr.

## musiciens
Paul Butterfield : voix, harmonica

Elvin Bishop : guitare

Bugsy Maugh : voix, basse

Philip Wilson : batterie

Mark Naftalin : claviers

David Sanborn : saxo

Gene Dinwiddie : saxo

Keith Johnson : trompette

## Les titres
| No | Titre                 | Durée |
| -- | --------------------- | ----- |
| 1. | Last Hope's Gone      | 4:52  |
| 2. | Mine to Love          | 4:21  |
| 3. | Get Yourself Together | 4:10  |
| 4. | Just to Be With You   | 6:12  |
| 5. | Morning Blues         | 4:58  |
| 6. | Drunk Again           | 6:08  |
| 7. | In My Own Dream       | 5:48  |

## Informations sur le contenu de l'album
- Just to Be With You est une reprise de Muddy Waters (chanson écrite par Bernard Roth en 1956). Une autre version se trouve sur l'album The Original Lost Elektra Sessions sorti en 1995 mais dont les titres ont été enregistrés fin 1964.